# Zinder II
Zinder II est un arrondissement communal de la ville de Zinder au Niger. 

## Géographie
L'arrondissement de Zinder II s'étend du centre au nord-est de la ville de Zinder.
|            | Dakoussa  |         |
| Zinder III | Zinder II | Gaffati |
| Zinder IV  | Zinder I  |         |

## Histoire
La commune urbaine de Zinder II est instaurée en 2002, érigée en arrondissement communal en 2010. 

## Population
Lors du recensement général de 2012, la population communale est relevée à 68 984 habitants. L'accroissement annuel de la population atteint 4,1 % pendant la période 2001-2012.

## Quartiers et villages
L'arrondissement s'étend sur 25 localités en zones urbaine et rurale.